# Usavich
Usavich (ウサビッチ?) (Usabitchi en japonés, del うさぎ "usagi", conejo, con "vich" que le da apariencia de ruso) es una serie animada de cortometrajes emitida por MTV Japón. Fue creada por Satoshi Tomioka y su estudio Kanaban Graphics desde el 2006. Se trata de un par de conejos encarcelados en una prisión soviética. Mientras que en la primera temporada muestra las absurdas ocurriencias de los conejos y su vida en la prisión, desde la segunda muestran su escape y vida de profugos.
Actualmente Usavich cuenta con 6 temporadas de 13 episodios cada una más algunos episodios extra denominados .5
Eje: 13.5..